# Letni Puchar Świata w narciarstwie alpejskim 2023
Sezon 2023 Letniego Pucharu Świata w narciarstwie alpejskim rozpoczął się 24 czerwca 2023 r. w czeskiej miejscowości Orlické Záhoří. Finałowe zawody tego cyklu rozegrano w dniach 8–10 września tego samego roku w szwajcarskim Marbach. Łącznie zorganizowano 7 z planowanych 9 konkursów dla kobiet i mężczyzn.

## Letni Puchar Świata w narciarstwie alpejskim kobiet
Wśród kobiet Letniego Pucharu Świata z sezonu 2022 broniła Czeszka Eliška Rejchrtová, która obroniła wywalczony przed rokiem tytuł.
W poszczególnych klasyfikacjach triumfowały:
- slalom:  Eliška Rejchrtová
- gigant:  Eliška Rejchrtová/ Lara Teynor
- supergigant:  Šárka Abrahamová

## Letni Puchar Świata w narciarstwie alpejskim mężczyzn
Wśród mężczyzn Letniego Pucharu Świata z sezonu 2022 bronił Czech Martin Barták, który obronił wywalczony przed rokiem tytuł.
W poszczególnych klasyfikacjach triumfowali:
- slalom:  Martin Barták
- gigant:  Martin Barták
- supergigant:  Mirko Hüppi

## Klasyfikacje

### Klasyfikacja drużynowa Pucharu Narodów[a][b]
| Miejsce | Państwo    | GS   | SL   | SG   | Razem |
| ------- | ---------- | ---- | ---- | ---- | ----- |
| 1.      | Czechy     | 1042 | 1840 | 1434 | 4316  |
| 2.      | Włochy     | 1025 | 1157 | 920  | 3102  |
| 3.      | Austria    | 793  | 1016 | 761  | 2570  |
| 4.      | Szwajcaria | 216  | 208  | 269  | 693   |
| 5.      | Niemcy     | 198  | 275  | 155  | 628   |
| 6.      | Słowacja   | 104  | 224  | 102  | 430   |
| 7.      | Japonia    | 132  | 132  | 126  | 390   |
| 8.      | Szwecja    | 34   | 112  | 83   | 229   |
| 9.      | Iran       | 8    | –    | 9    | 17    |